# Sherif Mounir
Pour les articles homonymes, voir Mounir.
 (octobre 2016).
Si vous disposez d'ouvrages ou d'articles de référence ou si vous connaissez des sites web de qualité traitant du thème abordé ici, merci de compléter l'article en donnant les références utiles à sa vérifiabilité et en les liant à la section « Notes et références ».
 (octobre 2016).
Le contenu est difficilement compréhensible vu les erreurs de traduction, qui sont peut-être dues à l'utilisation d'un logiciel de traduction automatique.
Sherif Mounir (en arabe: شريف منير), né le 14 mai 1959 à Mansourah en Égypte, est un acteur égyptien diplômé de la faculté de la représentation à l'Institut supérieur des arts dramatiques.